# Santuario de la Virgen Rosa Mística de Nauta
La Virgen Rosa Mística de Nauta es un santuario religioso dedicado al culto católico a la Virgen Rosa Mística; Advocación mariana de la bienaventurada Virgen María. Se encuentra ubicado en la ciudad de Nauta, Departamento de Loreto, Perú. El santuario forma parte del Centro de  Capacitación Campesina – CENCCA Monjitas Agustinas llegaron a Nauta hace más de 50 años a este Centro de Capacitación donde han educado y enseñado oficios menores a los pobladores .agradecemos a Madre Angeles , Madre
Margarita, Madre Laura entre otras Monjitas por su labor pastoral , A unos metros del lugar  hizo su aparición la Virgen en mencíon, ahora convertida en un templo religioso y que es venerada cada 13 de cada mes.
En marzo de 2011 el pueblo tiene  la visita de un Ángel 
“En  Octubre los visitará nuestra Madre “
El pueblo se preparó en oración . 
Cuentan  los pobladores que el 26 de Octubre el Ángel se presentó y dijo
La Virgen a las 12m los  espera en el Cencca !
Todos fueron a este encuentro 
Ella estaba sobre una rama con su vestido crema y manto morado , con tres rosas entre sus manos pegadas a su pecho las dejó caer y prometió 
“ Una fuente de agua de Gracia brotará el que con fe crea se sanará de cuerpo y alma”
“Traigan a los niños los segundos sábados del mes”
“Peregrinen los 13 de cada mes “
“Yo siempre estaré en este lugar”

## Antecedentes
En el año 1947 cuando, ante Pierina Gilli, joven enfermera de 36 años, se aparece por primera vez la Virgen María como "Rosa Mística" quien pide: "Oración, penitencia, reparación".
Vestida con túnica morada y velo blanco, quien entre lágrimas que corrían hasta el suelo, le dijo: "Oración, penitencia, reparación" y luego guardó silencio. El 13 de julio de ese mismo año, se le apareció nuevamente en el hospital. Esta vez vestía de blanco y tenía en el pecho tres rosas, una blanca, otra roja y una dorada. Con una dulce sonrisa se identificó a Pierina como "la madre de Jesús y de todos vosotros" y con una dulce sonrisa le pidió que el 13 de julio se consagre como día mariano. "En ese día derramaré sobre abundancia de gracias y santidad sobre quienes así me hubieren honrado".
En su séptima aparición el 8 de diciembre de 1947, durante la celebración mariana de la Inmaculada Concepción, cuando ella sonriente le dice a Pierina- "¡Yo soy la Inmaculada Concepción! ¡Yo soy María de la Gracia, esto es, la llena de Gracia, Madre de mi divino Hijo Jesucristo! ¡Por mí venida a Montichiari deseo ser invocada y venerada como "Rosa Mística"!
La Virgen se apareció en varias ocasiones en Montichiari. Después, pasados algunos años, reanudó sus apariciones en Fontanelle, un barrio de Montichiari, donde se halla una fuente de agua en una gruta.

## Testimonio
El 26 de octubre del 2011, el ángel se le apareció al párroco de Nauta, Rafael Gonzales Saldaña y le anunció que la Virgen Rosa Mística  le esperaba  en el sector del CENCCA  donde iba a surgir una fuente de agua de gracia donde debía colocar su sagrada imagen.
Cada día 13 de cada mes, miles de peregrinos acuden a la gruta de esta imagen mostrando mucha devoción mariana con cánticos, oraciones y súplicas. A tan solo 1 hora en peregrinación de
la ciudad de Nauta, los peregrinos se congregan en un lugar muy ecológico tan ecológico que fue denominado como la virgen de «del sol y el agua».
Está entre la exuberante flor amazónica de bambús, formando como una techo ecológico  en forma de portal triangular, proyectando lo que podría ser en el futuro, un templo dedicado a esta advocación mariana.
La aparición de una silueta en lo que hoy es el santuario de la “Virgen Rosa Mística” ha generado la veneración de los católicos. Llegan desde todas partes en especial de Iquitos. A ellos se suman pobladores comunes de Lima, Ayacucho y otras ciudades del Perú y el extranjero.